# 日本流行文化
日本流行文化，一般是指來自日本國內的流行文化。日本流行文化種類繁多，包括日本動畫、音乐、電視劇、电子游戏、色情影片等等。這些流行文化不但提高日本的國際地位，也吸引不少亞洲人迷上日本文化。
明治维新後，日本快速西化，都市也迅速西化，給庶民的生活帶來很大變化。大正時期因為經濟景氣，日本吸收了美國的大眾文化如體育、電影等享樂文化。1945年日本戰敗後，美軍在推動民主化的同時也推廣了美國文化，日本在1960年代開始發展動漫、音樂、特攝劇集和電子遊戲等流行產業，奠定日本流行文化的基礎。1990年代以来，日本文化的影响力迅速扩大和邁向了國際，从日本動畫、演藝到時装设计，日本的印记於全球各地无处不在。美国政治分析家麦克格雷形容这一现象时说：「日本的影响力正在重新崛起。它非但没有被经济上的困难打垮，反而提高了自己在世界流行文化的地位。通过流行文化，日本建立了一套强大的宣传机器，向世界展示其民族魅力。日本各界都以此为荣。」斯坦福大学日本研究中心主任甚至称，日本正从工业社会向生产流行文化的社会转变。

## 特点
日本流行文化有着鲜明的纯粹性，同一性。日本的流行文化一定程度上代表了全球化过程中人类的一种趋同现象和脱离传统生产实践的时代特性。

## 種類

### 電視劇
日本電視劇（簡稱日劇），指日本的電視台在特定晚間時段所播出的電視連續劇，故事內容多樣，不少著重於描述特定職業的職場生態，或以一般大眾日常生活場景為主軸，或以漫畫改編故事、甚至性質偏向社會寫實的電視劇。
日本製作電視劇是邊拍邊播，每天同一時段有不同的電視劇播出，而且每週播出一集，以一季（三個月）為一個週期，故大部分的日劇的集數比較少，在11或12集左右，不過還是有一些集數比較長的日劇，如NHK的大河劇和晨間小說連續劇，預算成本比較高，製作上也較為細緻與嚴謹。
自從1991年《東京愛情故事》、1994年《一個屋簷下》等劇陸續在日本、香港、台灣等地播出後，不但在日本國內引發迴響，在其他得以收看日劇的地區也開始產生顯著的影響力。隨著日本流行文化的逐漸盛行，之後數年播出的一些著名劇集，亦曾在各地獲得相當高的收視率，並成為哈日族的主要話題，與日語學習者的主要參考對象，許多情節也被其他電影或電視劇仿傚。
不過2001年之後，由於韓國電視劇隨著韓國流行文化向海外擴張而興起，劇集採購成本亦較為便宜，因此許多中国大陆、香港、台灣的電視台轉而採購韓劇，並在黃金時段播出，使得原本長期居於重要地位的日劇備受威脅。儘管如此，仍有不少日劇依舊受到相當程度的注目如《白色巨塔》、《半澤直樹》、《家政婦三田》、《電車男》、《神探伽利略系列》, 《14歲的媽媽》。
日劇主要由富士電視台播放。不少著名的日劇及綜藝節目皆是此台的出品。另外TBS電視台、日本電視台、朝日電視台、東京電視台和NHK也有播放日劇。在播放日劇的同時也出產了不少著名的日劇明星如「日劇天王」木村拓哉、福山雅治、吉高由里子、柴崎幸、上戶彩、堺雅人、志田未來、菅田將暉等等。

### 特攝劇集
在日本，特攝成為了某類影片的代名詞，而不是指在該片中使用了特攝，就專指是一些超現實或科幻題材的作品，相對下即使是警匪片等動作片雖然也使用特攝，但題材是拍在真實世界經常性發生的事件。
日本特撮自成一類是因為在日本雖然有先進的電影特技，但因為日語的影片在世界市場較狹。而且電視台和電影公司常有把超現實題材拍攝成動畫的傾向，而日本ACG又有使用很多電影的鏡頭手法，吸引了很多喜歡超現實和幻想題材的人的市場，造成較少人觀看由真人演出的電影特技影片。種類則壓倒性多是以真實現代日本做背景的超級英雄和怪獸與鬼怪故事，以希望吸引一些不全接受動畫中完全虛構世界觀，又希望看到超現實的事物的觀眾。而且使用真實的背景也意味佈景和服裝的需求較低，成本比完全虛構背景的嚴肅科幻低，在日本常有以動畫的方式來拍攝壯大的純虛構背景的奇幻和科幻故事。結果日本較少像美國那樣把動作片以電影特技拍攝，也鮮有像香港把武俠片大量使用特技，在日本所見的動作和武俠片多以寫實見稱的。
從1960年代開始，日本「特攝之神」圓谷英二所一手創辦的「圓谷製作」（円谷プロダクション）開始拍攝超人力霸王系列，然後東映於1970年和1975年起分别製作假面騎士系列和超級戰隊系列。這三大特攝並列為日本最有人氣的特攝節目，並逐步隨時代及科技發展塑造出當今日本特撮的面貌。
日本目前有三大特攝：超人力霸王系列、假面騎士系列、超級戰隊系列，還有其他特攝如鐵甲人－特攝、宇宙刑事，甚至還有不同的魔法少女，主要由朝日電視台播放。
日本特撮有時會歸入為日劇或動畫，因為日本特撮和日劇一樣是邊拍邊播，而且每週播出一集，但同時又有日本動畫具性格化的劇情、強烈的視覺效果，以及偶像性質的人設。

### 綜藝節目
在日本，綜藝節目主要由TBS電視台、富士電視台、日本電視台、朝日電視台和東京電視台播放。由於近年AKB48系列組合人氣爆發，除朝日電視台外，上述全部電視台都有播放AKB48系列的相關綜藝節目。
目前日本着名綜藝節目有：全員逃走中、SMAP×SMAP、VS嵐、有吉AKB共和國、火曜曲！、AKBINGO!、周刊AKB和AKB和××!。

### 電影
日本電影已經有超過一百年以上的歷史，是世界上歷史最悠久且最龐大的電影工業之一。至2010年為止，日本出產的的長片電影數量是全世界第四。
截至2011年，日本共制作了411部長片電影，總票房收入達到23.38億美元，佔了全世界年度電影票房收入的54.9%。在英國電影協會出版的《Sight & Sound》雜誌所選出的最佳亞洲電影名單中，日本電影作品在前12名內佔有了其中8名位置，排名第一的是《東京物語》。目前為止，日本電影作品共贏得了四次奥斯卡金像奖的最佳外语片奖，在所有亞洲國家中以日本獲獎次數最多。
宮崎駿在1990年代製作了兩部在票房和影評上極為成功的作品，分別是1992年的《紅豬》和1997年的《幽灵公主》。這兩部動畫電影在上映時都打破了日本最高票房紀錄。
在2000年代，日本的電影數量繼續穩定的成長，其中在2006年有約821部日本電影發行。在這個年代中，由電視劇改編的電影特別受到了歡迎。而動畫片則佔據了日本電影年產量的約60%。由於日本動畫電影在國內與國外都廣受歡迎，1990年代到2000年代被認為是「日本電影的第二黃金時期」。
在動畫電影方面，2001年宮崎駿的《神隱少女》打破了日本電影的最高票房紀錄，並贏回許多獎項。接著他又分別在2004年和2008年陸續繼續推出《霍爾的移動城堡》與《崖上的波妞》。2004年，押井守的《攻殼機動隊2 INNOCENCE》在國際間獲得許多評論家的讚揚。他在2008年執導的《空中杀手》（スカイ・クロラ）也獲得了許多國際影評的欣賞。
目前為止，有四部日本電影在國際上主要的電影節中入選：若松孝二執導的《慾虫》（キャタピラー）在第60屆柏林影展中入圍了金熊獎，並贏得了最佳女演員銀熊獎；北野武的《極惡非道》（アウトレイジ）入圍了2010年坎城影展；園子溫的《秘密》則入選了第68届威尼斯国际电影节的金獅獎。
着名的日本导演包括黑泽明、大岛渚、北野武、岩井俊二、宫崎骏、押井守。
日本的電影包括以下幾種類型：时代剧、恐怖電影、特攝片、粉紅色電影、現代劇、小市民電影、動畫電影、機器人動畫和科幻電影。
著名的日本電影作品包括《羅生門》、《東京物語》、《七武士》、《哥吉拉》、《雨月物語》、《大鏢客》、《切腹》、《沙丘之女》、《感官世界》、《蒲公英》、《萤火虫之墓》、《亚基拉》、《獸兵衛忍風帖》、《攻殼機動隊》、《花火》、《大逃殺》和《神隱少女》等。

### 流行音乐

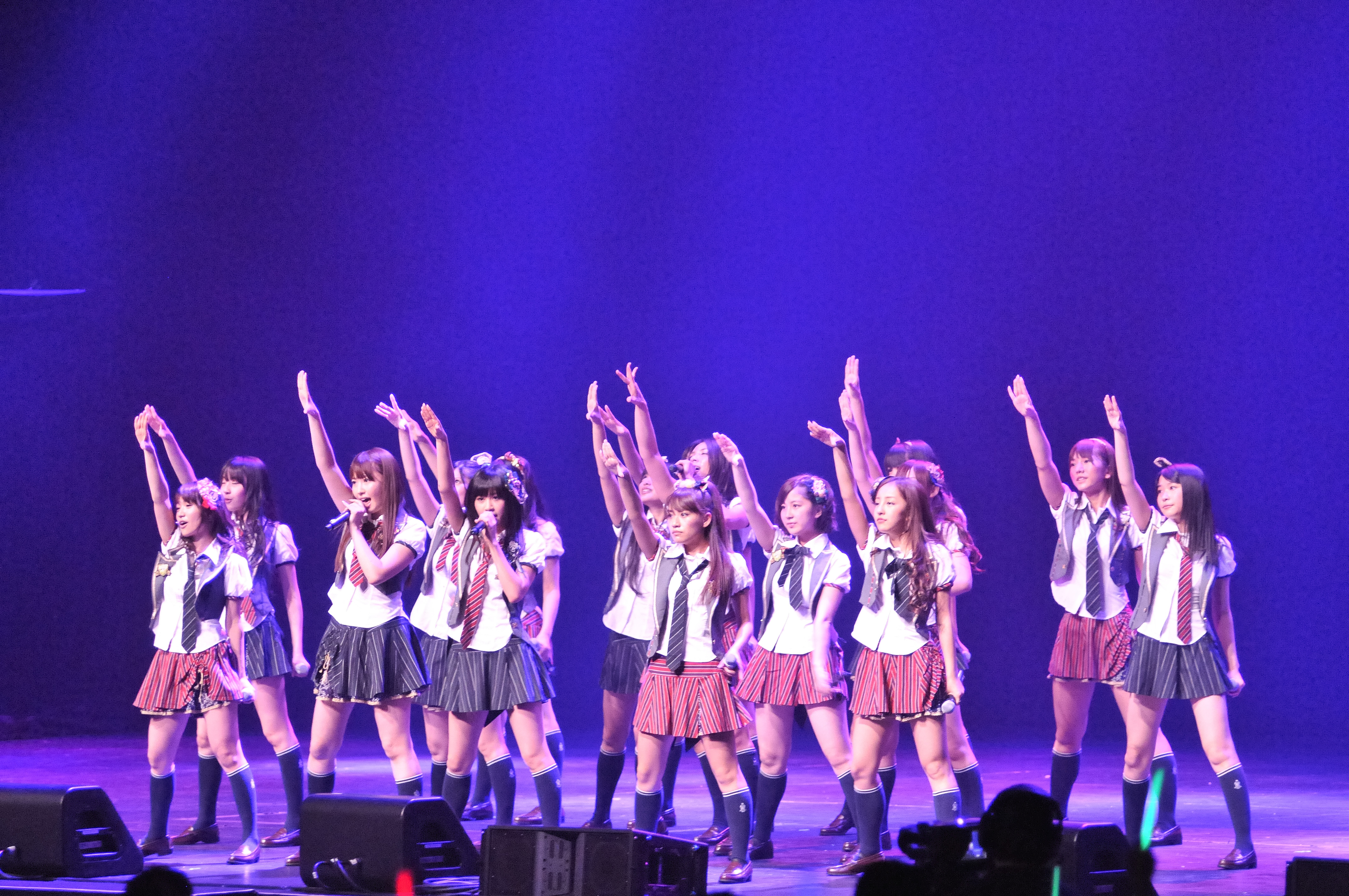
AKB48，世界上最多成員的流行組合，同時是日本史上單曲銷量最高的女性歌手。

日本的流行音樂起源於昭和年間。1990年代隨著日本文化的影響力迅速擴大，日本的流行音樂此時到達了極盛時期。音樂市場的各項紀錄在此時期不斷被打破。如1991年銷售額打破了4000億日圓，1993年5000億日圓，在1998年達到了空前絕後的6075億日圓。音樂市場的擴張同時帶來了音樂風格的多樣化與強烈的競爭。當時的著名藝人包括B'z、Mr.Children、南方之星、槙原敬之、福山雅治等。除此之外，還有小室哲哉負責的著名藝人如TRF、安室奈美惠、globe。而日本視覺系樂團的先驅X JAPAN紅遍全國上下，成為國寶級樂團，被公認為日本視覺系樂團的代表，創造出90年代日本的視覺系狂潮，帶給音樂後輩們深遠的影響。
1999年3月10日，宇多田光發表了出道專輯《First Love》，國內銷量達到了765萬，全球銷量1030萬，再次打破了歷史紀錄。宇多田光保持此一日本及亞洲流行音樂紀錄至今再也無人能挑戰。此後幾年，宇多田光與濱崎步兩位女性歌手幾乎稱霸了整個市場，當時媒體也常以「歌姬對決」形容此時的市場情況。
約從2005年開始，隨著宇多田光與濱崎步兩人的號召力漸漸減退，其他類型歌手和團體開始受到廣泛歡迎，例如CHEMISTRY、平井堅、中島美嘉、ORANGE RANGE、早安少女組、決明子、倖田來未、大塚愛、絢香、EXILE、Perfume、YUI、西野加奈、米津玄師。
踏入2010年代，各個偶像團體均在日本音樂界獲得成功，尤其以嵐和AKB48最為突出，各項記錄和獎項均令兩個團體以至兩系的盛況和激烈競爭達到前所未有的境界，加上近年亦有上述兩系以外的偶像團體冒起並取得一定知名度，如屬動畫歌曲歌手的μ's，因而被稱為「偶像團體的戰國時代」，亦同時證明動畫歌曲已是構成當今Jpop重要的一部分。值得注意的是，部分個人歌手於偶像團體的激烈競爭下仍然能在唱片市場獲得一定的銷量和關注，例如福山雅治、西野加奈、宇多田光和安室奈美惠。

### 動畫
日本動畫是ACG文化當中的“A”(Animations)，是構成當今日本流行文化的核心部分之一。
日本動畫以具性格化的劇情、強烈的視覺效果，以及偶像性質的人設為特色。日本動畫的每部作品都有明確且獨立的故事背景，較能夠針對不同身分和性格的觀眾群。日本動畫的傳播手法包括電視播送，依靠如DVD和电影院，网络等作媒介。
日本動畫將青少年和成人視為主流觀眾群，並非兒童專屬。以針對較主流的作品而言，日本動畫向來具有動作片、偶像劇和性幻想的元素。有不少作品會藉由虛構故事刻畫生命、死亡、戰爭以及人性黑暗面等等。
日本動畫多數由漫畫改編，其次才是原創，電玩和輕小說改編的也有越來越多的趨勢。
日本動畫主要由東京電視台播放。此台是現時日本製作最多動畫片集的電視台，以動畫及綜藝節目聞名於世；其中，動畫《神奇宝贝》、《新世紀福音戰士》、《Keroro軍曹》、《哈姆太郎》、《火影忍者》、《衝鋒21》、《守護甜心！》、《爆丸》、《戰鬥陀螺 鋼鐵奇兵》、《遊戲王》、《妖怪手錶》、《偶像學園》、《寶石寵物》、《星光少女》、《鏈鋸人》更廣為世界各地電視台轉播。
另外，朝日電視台的着名動畫如《哆啦A夢》、《蠟筆小新》、《我們這一家》、《光之美少女系列》，其他電視台著名如《麵包超人》、《铁臂阿童木》、《怪醫黑傑克》、《櫻桃小丸子》、《名偵探柯南》、《ONE PIECE》、《進擊的巨人》、《數碼暴龍DS》、《暗殺教室》和《Love Live!》等等也有如東京電視網的同等實力，是強烈的競爭對手。
雖然日本動畫各方面都各有不同，但它們的共通點，都是深受歡迎，乃至聞名全世界，甚至會出現被吸收成為當地本土文化的一部份，或在外地出現因為該些動畫或衍生作品導致的狂熱現象。

### 漫画

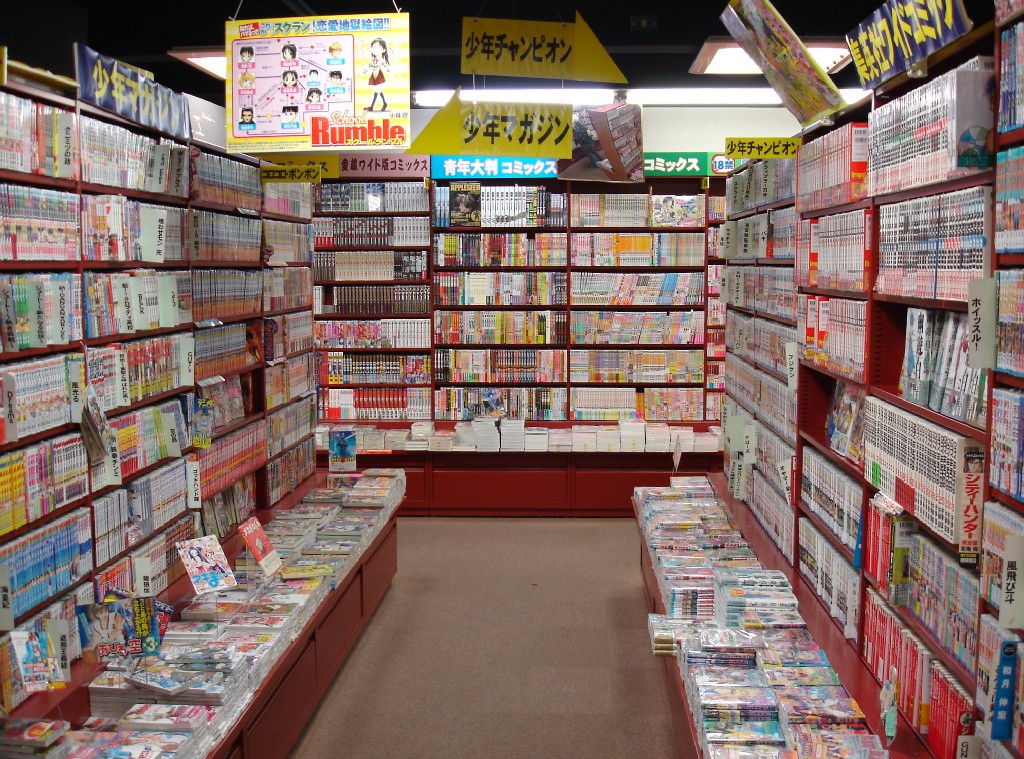
日本書店的漫畫角。漫畫大多按出版社和連載雜誌劃分。

日本漫畫是ACG文化當中的“C”(Comics)，是構成當今日本流行文化的核心部分之一。目前已高度發展的日本漫畫已經成為世界漫畫當中具有獨特風格以及龐大影響力的流派。

一幅日式漫画女角

日本的漫畫讀者包括了所有的年齡層，因此日本漫畫的題材非常廣泛。1950年代以後，漫畫逐漸成為日本出版業的主要部分。2006年漫畫市值更達到4810亿日圓。除了一小部分漫畫是彩色的之外，大多數日本漫畫採用黑白印刷。
在日本，漫畫一般在漫畫雜誌上連載，毎期漫畫雜誌可包含多個漫畫系列，但毎個系列只刊登一個章節留待下期繼續。如果某個漫畫系列已連載一段時期並且受到讀者歡迎，那個系列通常會以單行本的形式出版>。在單行本中可收集多個漫畫章節（與漫畫雜誌不同，一本單行本仅限於一個漫畫系列）。
日本擁有大量的漫畫讀者。為了滿足讀者的需求，日本設有專門的漫畫咖啡廳（漫画喫茶），在那里讀者可以一邊喝咖啡一邊看漫畫，許多人還在漫畫咖啡廳過夜。
日本漫畫向海外輸出始於1970年代末。近年來，日本漫畫業向全球擴張；在世界范围内，日本漫畫也越來越普及。許多外國出版商在取得授權後翻譯和發行外文版日本漫畫。
大多数日式漫画有一些共同的特征：漫畫的人物身體和四肢比較接近真人，頭和眼睛比較大，鼻子和嘴巴比真人小。日式漫畫向來不刻意描繪人種特徵，有時連性別也難以分辨。年齡大多設定在青少年階段，因此臉的輪廓和皺紋相對較少。另外，日式漫畫裡的人物通常具有異於常人的人格和情緒表情。
日本漫画分类可按讀者對象分、按題材分和按表現形式分。按讀者對象分包括少年漫画、少女漫畫、青年漫畫和淑女漫畫。按題材分包括校園漫畫、政治漫畫、推理漫畫、戰爭漫畫、奇幻漫畫、医療漫畫等等。按表現形式分包括單格漫畫、四格漫畫和單頁漫畫。
《Keroro軍曹》、《男兒當入樽》、《多啦A夢》和《K-ON!》等着名動畫多數由漫畫改編，其次才是原創。

### 电子游戏
電子遊戲，亦稱電玩，是ACG文化當中的“G”（Games），是構成當今日本流行文化的核心部分之一，因此在某些情況下可算是動漫的延伸（如Love Live! 學園偶像祭就是由動漫作品《Love Live!》衍生出來的手機遊戲）。
有别于歐美游戏的着重操作感，日本遊戲更着重遊戲細節的表現，小遊戲簡單易玩，大遊戲參雜極多的小游戏以增加娛樂性，當然也有同时具有日美元素的作品。
在2012年，日本電腦娛樂供應商協會對電子遊戲做出的定義是「根據電腦程式所設計而成的數位化遊戲」。並依「遊戲軟體是否可替換？」這標準將電子遊戲分為兩類。不能替換軟體的電子遊戲目前越來越少。可替換軟體的電子遊戲，依硬體類型可分為以下六種：
- 商用電子遊戲（Commercial Games），以營利為目的，使用者須付費的遊戲。又可分為四種：[14]

- 桌上型/大型機台型電子遊戲（Table Games），例如日本專門的遊樂店中，常見的彈珠機、電子撲克牌、麻將遊戲機。
- 選物型/獎品型電子遊戲機（Crane and Gift Games），例如在遊樂店或商場可看到的夾娃娃機、吃角子老虎機。
- 娛樂型電子遊戲（Amusement Vendors），例如大頭貼機器。
- 投幣式電子遊戲（Medal Games），須投幣才能進行遊戲的設備，例如虛擬賽馬、推幣機。

- 電腦遊戲（PC Games），以個人電腦作為遊戲主機的電子遊戲。[14]
- 家用電子遊戲（Household Games），又分兩種：[14]

- 固定型/連接螢幕型的電子遊戲（Games in Stationary Type/Monitor Connection Type），必須將主機與螢幕顯示器連接才能用，例如PlayStation 3、Wii、Xbox 360。
- 可攜式/掌上型的電子遊戲（Mobile Games/Handheld Games），主機與螢幕顯示器結合，可拿在手掌中操作，例如PSP、3DS。

- 手機電子遊戲（Moble Phone Games Content）與智慧型手機/平板電腦的電子遊戲（Smart Phone/Table PC Games），用手機、智慧型手機、平板電腦做主機的電子遊戲，可分五種：[14]

- 內建型的電子遊戲（Preinstalled Appli Game Content），無須額外下載或購買，內建在硬體的電子遊戲。
- 大型多人在線的電子遊戲（Massive Multiplayer Online Game，MMO-type games）及多人在線的電子遊戲（Multiplayer Online Game，MO-type games），玩家與其他玩家同時在一個虛擬世界互動的遊戲，遊戲平台也可以是個人電腦或家用遊戲機。
- 競賽型態的網路遊戲（Competition Online Games），藉由競賽勝負使玩家獲得成就感的遊戲。
- 網頁遊戲（Web Browser Games），用網路瀏覽器玩的電子遊戲。
- 下載型的電子遊戲（Downloading of Game Content），免費或付費，由網路將軟體下載到硬體的電子遊戲。

日本的電子遊戲事業極為發達，從家用機遊戲、電腦遊戲以至手機遊戲也有極高質素。《勝利十一人》、《最终幻想系列》、《神奇寶貝系列》等等為着名的日本电子游戏。當中不少早期的遊戲都是在PS3、Wii等的家用機平台走紅，如《超级马里奥兄弟》，近年則更多以手機遊戲形式走紅，如《怪物彈珠》、《龍族拼圖》。與此同時亦有大量美少女遊戲。
日本游戏机生产商占了三大游戏机商的两个，包括索尼（SONY）、任天堂，也有已经退出的世嘉（SEGA）。当中索尼的PSP、PS3，以及任天堂的NDS和Wii等遊戲機更是風靡全球。

## 哈日族

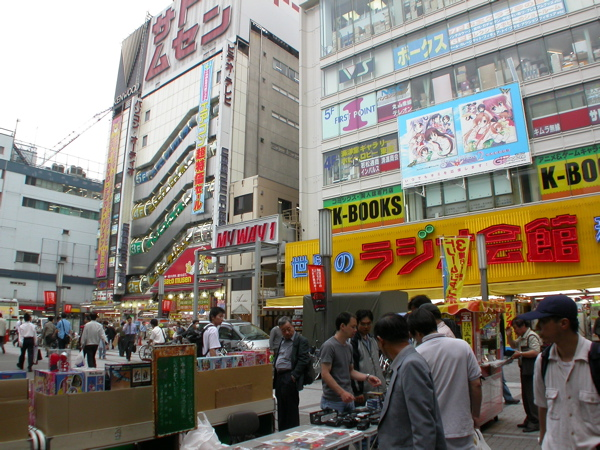
東京秋葉原成為御宅族聚集的熱點

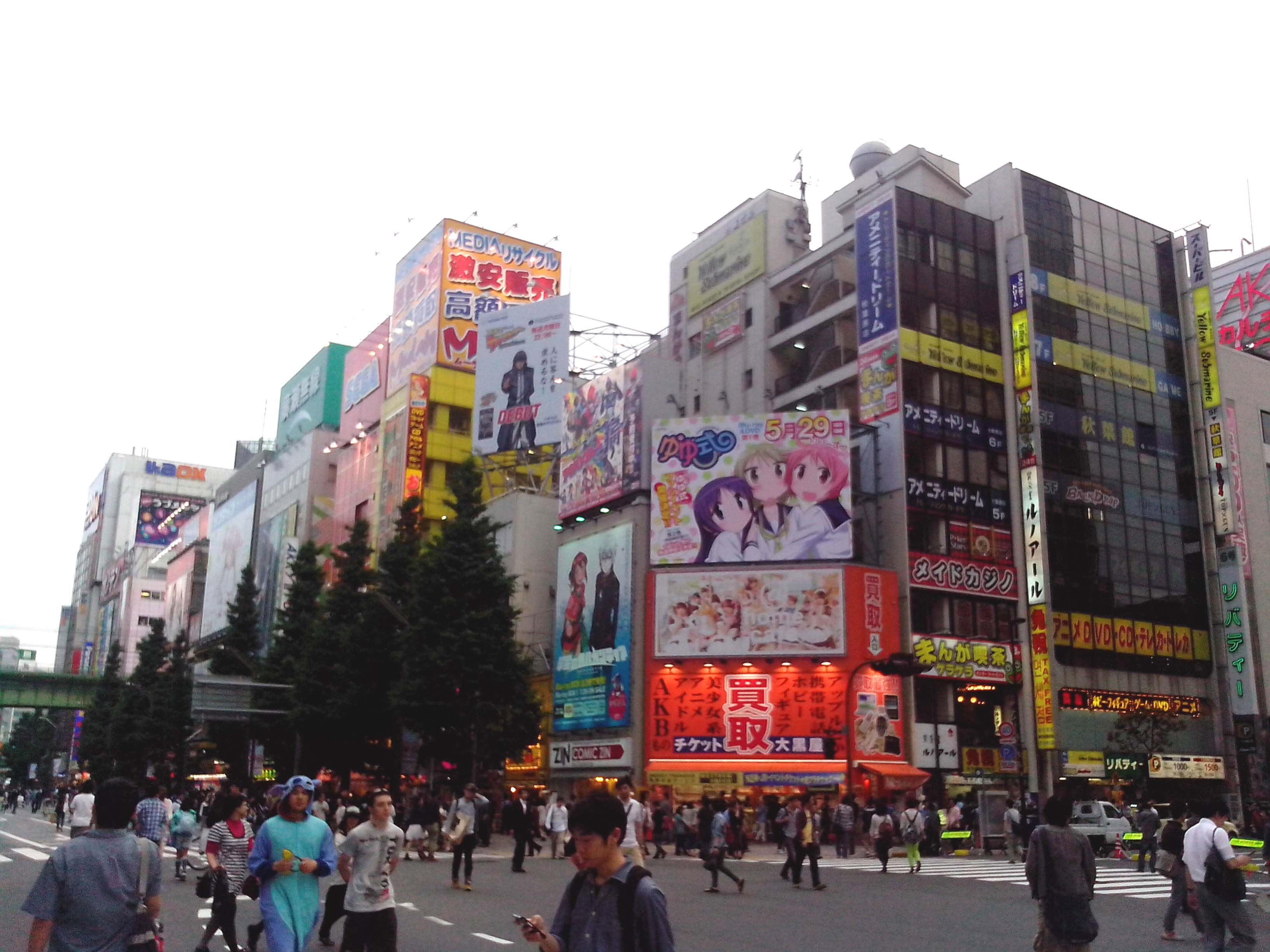
秋叶原的动漫广告（2013年）

哈日族，指崇拜、複製日本流行文化的青少年族群，這群人從生活、娛樂、思想上，大量地学习日本文化。

御宅族原指熱衷及博精於（多數是日本的）動畫、漫畫及電腦遊戲（ACG）的人群，而現在一般泛指熱衷於次文化，並對該文化有極深入了解的人，因宮崎勤事件而給人負面印象，但目前於日本已普遍為各界人士使用而趨於中性，其中也有以自己身為御宅族為傲的人。而對於歐美地區的日本動漫迷來說，這詞語的褒貶感覺因人而異。
御宅族在東亞和東南亞地區是十分普遍，並有不同種類：
- 漫畫迷
- 動畫迷
- 聲優迷
- 日本偶像迷
- 遊戲迷
- 人形迷
- 特攝迷
- 同人誌
- Cosplay迷
- 影視迷
- 模型迷
- 軍事迷
- 電腦迷
- 航空迷（拍攝起降的飛機和機場的空姐為主，有些人還會為飛機取編號和名字，常見於日本）
- 巴士迷（常見於香港）
- 鐵道迷（又稱鐵仔，常見於日本、台湾、港澳、中國大陸）
- 布袋戲迷（以霹靂布袋戲為主，常見於台湾，中國大陸、日本也有不少的戲迷）

### 輕小說
輕小說（ライトノベル，和製英語：Light Novel），盛行於日本的文學體裁，可以解釋為「可輕鬆閱讀的小說」。輕小說是以特定故事描繪手法所包裝的小說，其手法的特色在於提高故事傳遞給讀者的效率。以十多歲的中學生、高中生的少男少女為主要讀者群取向，通常使用動漫畫風格作為插畫的一種娛樂性文學作品。
其文體多使用讀者慣常口語書寫，比較輕淺易懂適合給少年少女可輕鬆閱讀的風格，包含的題材也是包羅萬象，有如青春、校園、戀愛、奇幻、科幻、神祕、恐怖、歷史、推理等，其中也有部分作品是自電玩、動畫、漫畫改編，故事題材多樣，無法以單一風格來涵蓋。在出版型態上，多以廉價的文庫本形式發售，不過近年來由於讀者層的變化及嗜好的細分化等因素，使得出版商改採發行部數較少但利潤較高的新書版本。

輕小說的特點大致上有：
1. 主要以青少年等年輕讀者為對象的娛樂小說。
2. 以讀者平常使用的口語來書寫。
3. 內頁上大量使用插畫，有強烈的視覺效果。
4. 封面有採用漫畫風格，就像漫畫的封面一樣。
5. 風格上有時受到動、漫畫的影響，但輕小說不是動漫。
6. 作者並不是向青少年訴說一個故事，而是以和青少年讀者相同的視點來描述作者本身認為有趣的故事。
7. 輕小說會被改成漫畫、動畫和遊戲等。但反過來說，漫畫、動畫和遊戲改編成的小說未必是輕小說。
8. 是不是輕小說沒有一定的標準，基本上出版社歸類是輕小說，它就是輕小說。

但被認為是輕小說的作品不一定具有以上的這些特點。
輕小說歷史的開始往前去推斷，一般有兩種說法，一是1975年創刊的「朝日ソノラマ文庫」，代表性的作家有高千穗遙、菊地秀行，另一說則是從新井素子和冰室冴子進入文壇的1977年開始算起。新井素子以第一人稱撰寫青少年小說，在當時是相當大膽的突破與創新，而因為出道時都是「與讀者相近的世代」，並且「連描述性文字都以口語體書寫」，影響後來該領域作者的書寫風格甚鉅，所以新井素子更被後人視為是輕小說的始祖。
目前日本少年向輕小說販售量最大為角川集團。角川集團在輕小說界以壓倒性的出版量而自豪，讓底下各自品牌彼此相互競爭，也可以說由角川集團帶起近年來這一波輕小說風潮。
《加速世界》、《刀劍神域》、《惡魔高校D×D》和《不起眼女主角培育法》等等為著名的日本輕小說。而隨著輕小說越來越受歡迎，這些輕小說作品亦有改編成動畫的現象，並越來越普及，亦因此開始有人把“ACG”改稱為“ACGN”，而輕小說即為“ACGN”中的“N”(Novels)。

### Cosplay
Cosplay一名由日本動畫家高橋伸之於1984年假美國洛杉磯舉行的世界科幻年會時確立，中文一般亦稱「角色扮演」或「角演」，指一種自力演繹角色的扮裝性質表演藝術行為。
而當代的Cosplay通常被視為一種次文化活動，扮演的對象角色一般來自動畫、漫畫、電子遊戲、輕小說、電影、影集、特攝、偶像團體、職業、歷史故事、社會故事、現實世界中具有傳奇性的獨特事物（或其擬人化形態）、或是其他自創的有形角色。方法是刻意穿著類似的服飾，加上道具的配搭，化粧造型、身體語言等等參數來模仿該等角色。
Cosplay在亞洲地區發展擴張與應用，一般以日本的模式為主導，其中又以東亞文化圈為盛。亞洲地區因地緣關係，Cosplay文化通常較歐美為成熟和盛行。
日本當代的Cosplay，起源自1970年代後半的Comic Market（又稱Comiket、Comike或CM，日本最大的同人展會）活動中，參加者打扮成當時流行的動畫角色的模樣前來會場。而這行為雖然也被指為，是在仿效美國所舉辦的日本科幻大會中，一部分參加者扮裝成《星艦迷航記》等作品中登場人物前來參展的舉動，但詳細情況則依舊不明。之後，Comic Market以外的同人誌販售會以及日本國內的日本科幻大會也相繼出現了仿效的人，日本的Cosplay文化也因此漸次拓展。
日本媒體初次刊載Cosplay的報導是在Rapport出版社的《Fanroad》雜誌1980年8月號（創刊號），模仿當時席捲原宿的「竹筍族」（タケノコ族）而被稱之為「富野族」（トミノコ族），「富野」之名是來自機動戰士鋼彈的富野由悠季監督，在報導中刊登著富野穿著機動戰士鋼彈的扮裝跳著舞的片。
在日本，Cosplay這個用語廣為人知是在1990年代中期左右。這個時期由於動畫《新世紀福音戰士》的大受好評等原因，至今為止不大有機會被刊載的次文化成了眾人注目的焦點，而Cosplay這樣的用語與行為也跟著普及了。
從1990年代左右開始，商業資本亦開始著眼在Cosplay上。一向只有私人製作的Cosplay用服飾，也出現了將其視為成衣來製作及販賣的業者。相對於仰賴製作者的手藝而左右了服飾水準的私人製品，業界製品由於能夠維持一定程度以上的品質而深獲青睞。

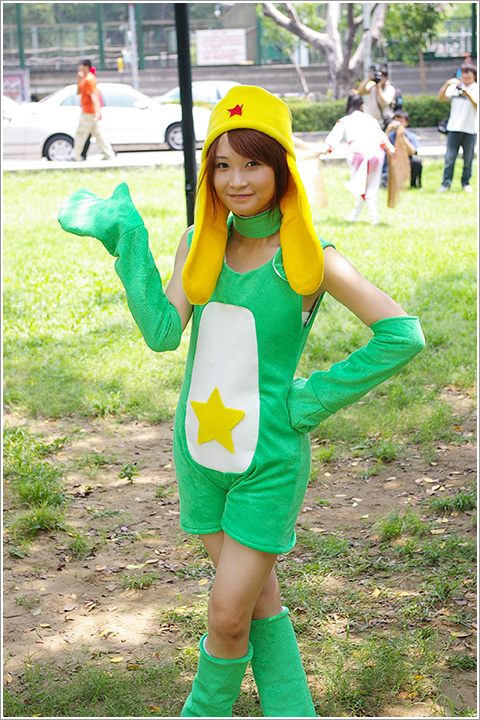
扮演成Keroro的Cosplayer。背景裡可見Cosplay的活動情形。

即使是在活動時，Cosplay向來都只是在Comic Market為首的同人誌販售會，或是Wonder Festival、日本科幻大會等活動中，順便被從事的行為，然而單獨只有Cosplay的活動也開始舉辦。基本形的以下兩種，或是這兩種的混合形活動開始被舉辦：（1）各隨己意進行角色扮演（Cosplay），配合著舞曲或動畫歌曲起舞的舞會形式；（2）集合於會場，促進角色扮演同好者（Cosplayer）們的交流，互相拍照，讓業餘攝影師（俗稱拍照狂）拍照等的活動形式。

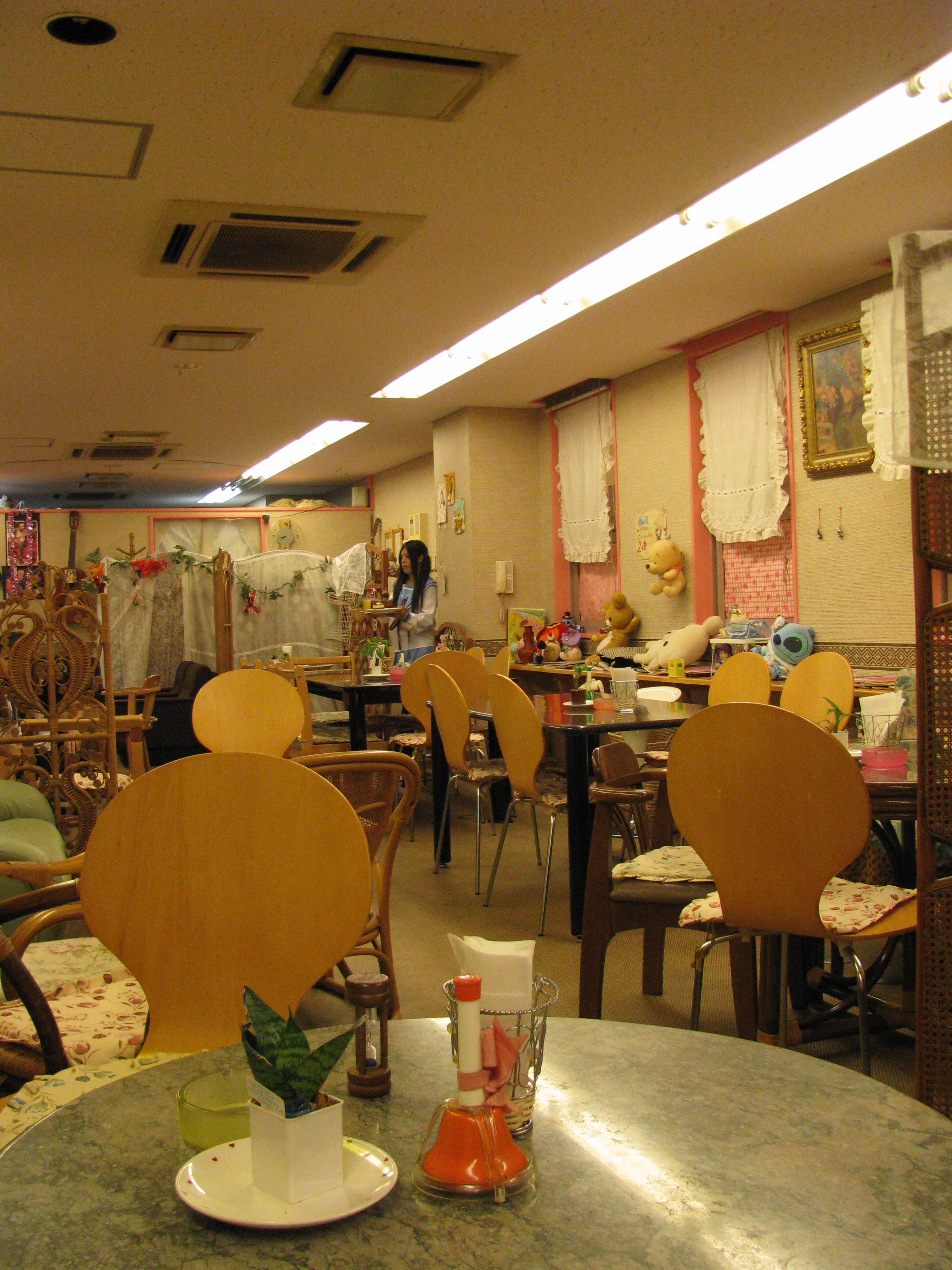
女僕咖啡店，角色扮演系餐廳的一大類型。目前更跟Cosplay本身一樣流行於全世界。

活動會場以及各種展示會場雖然經常用來進行Cosplay活動，但是舞會形式的則是迪斯可（Disco）或俱樂部（Club）較常使用。另外，藉由後樂園遊樂園（現在的東京巨蛋City Attractions遊樂場）率先舉辦萬聖節扮裝活動的契機，各種遊樂園、主題樂園也都跟著舉辦活動。而其他像是「東京電玩展」或是「Chara-Fes」之類，允許Cosplay的展示會等活動也開始舉辦。
此外，頻繁的被電視或雜誌報導刊載的現象，也可說從1990年代開始的。甚至到了動畫、遊戲雜誌也會收錄Cosplay相關內容的程度，而一般雜誌與新聞情報節目、綜藝節目等則變的也會收錄一些特集記事。更有甚者，連Cosplay的專門期刊、雜誌也都開始發行（2005年目前有《COSMODE》（Inforest·英知出版）《電擊Layers》（Media Works）等雜誌）。
從1990年代末期以後，Cosplay作為商業/職業手段的應用開始擴張，更比其原始形態走得更前衛。此時開始有店員穿著Cosplay用服飾並提供服務的飲食店（角色扮演系飲食店/Cosplay系飲食店）以及風俗店等陸續登場，此外像是女演員穿著動畫角色服飾登場的成人影帶也被大量販售。上述某些應用方式，如屬於Cosplay系飲食店的女僕咖啡店。
從1990年代至2000年以後，由於互聯網的普及，Cosplayer們各自製作網頁，這更包含了網路偶像的要素。甚至出現了自行製作同人角色扮演寫真集與CD-ROM寫真集，在Comic Market等活動直接販賣，或者透過同人誌專門店發行的角色扮演者與攝影師。
攝影的地點也不再限於各種活動會場，由Cosplayer或攝影師自行舉辦的形式，或者由活動籌設單位、模特兒事務所與角色扮演者訂立契約的形式，攝影大會也經常被舉辦。
另一方面，任用知名Cosplayer擔任「官方角色扮演者」/「官方Cosplayer」來作為動畫及遊戲宣傳人員的例子也很常見。由世嘉公司首創的「MMB（まろん、めろん、びとら，世嘉旗下三名官方角色扮演者的合稱。）」可說是其先驅。近年來，即使默默無名者也能藉由擔任官方Cosplayer，而朝知名Cosplayer的目標更進一步。
此外，知名Cosplayer當中也有人加入藝能事務所，正式從事像是藝人、活動接待員、模特兒、配音員等活動，如村上綾歌、平石一美（びとら）、ちゃぷ、きこうでんみさ、小林千津（新舞りあす）、斉藤圭等人。另一方面偶像藝人、配音員等在活動展場與促銷活動中，或在印刷品上從事Cosplay的例子也不少如深田恭子、小倉優子、中川翔子、加藤夏希、桃井晴子、栗林美奈實、井上麻里奈等人。
2003年開始，由愛知電視台主辦，以名古屋市內為會場，舉辦了招攬世界各地著名Cosplayer前來日本的「世界角色扮演高峰會（世界コスプレサミット）」。角色扮演高峰會2005年不只在名古屋市內，也訂定將在愛知萬國博覽會上舉行，在網路關聯事務上得到了業者活力門（Livedoor，其旗下擁有Cosplay Community Site「Cure」網站）的協助，而擴大了規模。
台灣的Cosplay文化受日本的Cosplay文化影響，於1996年左右（另一說是於1992年）起步。香港在1999年後，Cosplay文化開始受到香港媒體注意，2008年起舉辦的香港動漫節，Cosplay更是不可或缺。而中國大陸、菲律賓、印尼，甚至在歐美地區，也逐漸流行起來。

### 可愛文化

全日本空輸波音747機身的神奇寶貝圖案

日本可愛文化是指日本獨有的一種可愛文化，日語稱為（音kawaisa，此為名詞，形容詞為，音kawaii），中文常音譯為卡哇伊或卡瓦伊，自1970年代以来，“可愛”已經成為日本文化的重要要素，舉凡大眾文化、娛樂、衣著、飲食、玩具、打扮、行為與禮節等等，無不受其影響。外國觀察家發現日本的可愛文化很有趣，但有時又顯得怪異，因為日本人把這種文化運用在幾乎所有的生活領域中，甚至是人口統計學也是如此。這種現象在別的文化裡很可能代表的就是將小孩的玩意用在嚴肅的場合，讓人覺得很輕佻（例如政府出版品、公共告示牌、辦公室、軍方的廣告以及民航機等等，不勝枚舉）。
可愛文化在日本隨處可見，從大企業到街角的市場、國家級政府機關、病房，甚至是地方政府機關。許多大小公司行號運用可愛的吉祥物來買賣商品與提供客戶服務。舉例如下：
1. 神奇寶貝的人物皮卡丘被用來裝飾全日本空輸的民航機機身。
2. 偵探動漫名偵探柯南的主角工藤新一。
3. 日本警方有些有萌系吉祥物，有時也用來裝飾派出所。

可愛也用來形容一個人在穿著上很時髦，常指幼童穿的衣服，或者是任何給人看起來就很可愛的衣服。這種衣服常常（但不總是）以襞襟的造型呈現，各色混以粉白（例如粉紅色）為基調，輔以玩具或包包之類的小裝飾，看起來像動漫裡的人物。
作為一種文化現象，“可愛”已經成為日本文化的一環，也成為了日本的國家象徵。《酷日本》的作者杉山知之相信，“可愛”早已深植在日本那種以和為貴的文化裡。武藏大學社會學教授栗田宣義指出“可愛”在日本是一個“很有魔力的詞”，只要是人們可接受的想要的事物都是可愛的。
另一方面，對可愛抱持懷疑態度的人認為可愛其實是人類童心未泯的象徵。不過有些日本人認為“可愛”文化讓人覺得日本人始終不願意長大，逃避殘酷的現實，也危及了傳統文化。但是也有人認為可愛文化替日本賺取了大筆的外匯，甚至為日本文化外交力量創造有利籌碼。
可愛文化對其他地區的文化影響很大。如可愛商品在東亞的國家或地區特別流行，例如韓國、台灣和香港。 其中尤以台灣受其影響最深。還有在某些亞洲與西方文化當中，喜愛日本流行文化的人經常將日文的“可愛”（kawaii, ） 與其他日文單詞連用，但實際上卻造成誤用。

### 色情業

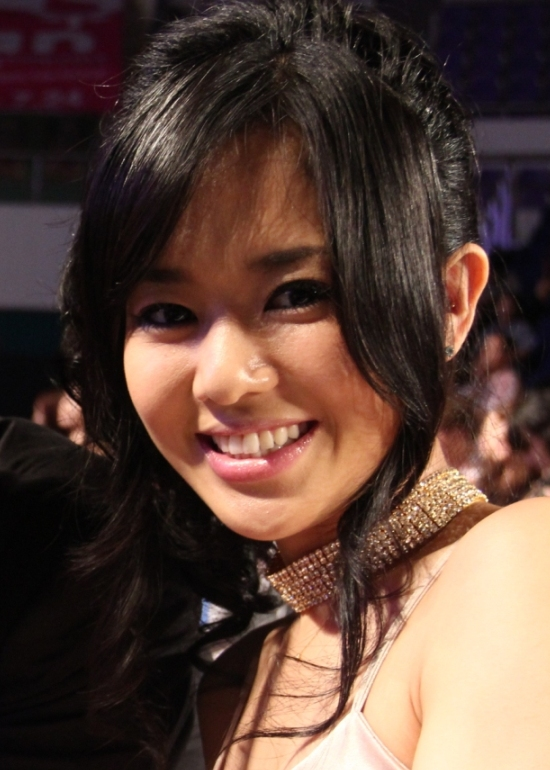
蒼井空，日本着名AV女優。

日本色情業，近年來廣泛影響東亞和東南亞地區，以至全世界。2000年直接的經濟效益達600億美元。對於日本乃至東亞諸國和地區：如中國大陸、香港、台灣、韓國、泰國、越南、老撾、菲律賓和印尼等的性文化影響較大。
日本的法律當前禁止當街拉客賣淫的行為，合法的賣淫必須依付特定的營業場所，人們習慣於將提供性服務的浴場稱為「肥皂店」，將提供性服務的夜總會等稱為「風俗店」。一些經濟方面比較困難的學生也開始從事色情服務，而較多以援助交際的方式進行。這種風氣己由日本本國傳播到東亞甚至全世界。
日本的AV業也相當發達。一部日本雜誌都評選出影迷們最喜歡的AV女演員。其中一些有名演員已不僅在日本國內具有影響，而且在境外——如已故AV女優飯島愛在台灣發行的個人回憶錄盛況空前，作品被搶購一空。也有許多外國女演員到日本淘金，並獲得了巨大的成功。由於新興媒體的發展，如互聯網、電子遊戲等在日本興起，AV業也隨之有了更快的傳播速度。例如1996年開始在美國開設了第一家網上成人DVD專店，店中就有日本的AV。而且，擁有更快的傳播速度和廣度，亦令無數AV女優在國際(特別在東亞地區)走紅，如蒼井空、吉澤明步、波多野結衣、上原亞衣等等。
ACG無疑是更成功的一例。日本動漫業，在產出偉大的藝術作品的同時也有各種以色情為主題的動漫作品隨同在東亞各國包括中國有着大量的消費人群。而且近年來，ACG色情文化已經部分脫離了傳統意義上只追求傳統身體慾望的內容。加入理性的美感和對人類本性、哲學理論的思考，和對事物熱情抑或佔有慾。
到1990年代，互聯網興起。日本色情產業的影響由日本本國通過網絡傳播到東亞甚至全世界。如今，在中華地區網絡上，很多性有關的網絡隱語（如：工口、H）的語源來自日語。

## 影响力

### 产品销售
2003年日本文化产品出口额约在130亿美元左右，规模还不是太大。但是它在前10年已增长3倍，增长率是日本经济的任何一个部门都难以企及的。漫画、动画片以及电子游戏是日本流行文化的基石。曼达拉克漫画网在欧美各国都设有分部；索尼PlayStation和任天堂游戏机主宰了世界游戏机市场；日本动画片已佔世界的60%。这几个产业都实力雄厚，某一媒介上出现的人物形象总会被移植到其它媒介上，该人物形象的玩具，饰品也会随之出现在市场上。

### 文化影响
日本动画大师宫崎骏的动画片虽没能在欧美夺得票房冠军，但他凭借动画片在柏林电影节和奧斯卡最佳動畫片獎上获得殊荣。法国高档品牌路易威登聘请日本画家村上隆设计皮包。此外，欧洲的服装设计师经常到东京街头观察当地青少年的奇装异服以获得灵感，同时日本的服装设计师也在国际舞台上崭露头角。而且隨着日劇、日本的特攝劇集、動漫、J-Pop和电子游戏邁向了國際，使日文的使用更普及。因此日本與英國和美國一同被譽為「世界文化大國」。

### 世界各地

#### 亚洲
由於地緣因素，其他亚洲地區是受日本流行文化影响最深的地区。日本歌星安室奈美惠、滨崎步、倖田來未、宇多田光、平井堅等和乐团组合AKB48、SMAP、w-inds.等的音乐作品随处可见，日本电视剧和时尚杂志也广受欢迎。日本学者指出亚洲观众喜欢看《东京爱情故事》、《悠長假期》、《一個屋簷下》等的電視劇，因为他们觉得日本电视剧比美国片更亲切。他们对日本文化更具认同感。
最近幾十年，各種語言亦有不少用語受到了日語的影響，包括了tsunami（即海嘯，世界大多數語言以tsunami標示）、卡哇伊（日語漢字：可愛い）(日語羅馬字：ka-wai-i)（「可愛」之意）、奇蒙子（日語漢字：気持ち）（日語羅馬字：ki-mo-chi ）（「心情」之意）、暴走族、御宅族（日語羅馬字：otaku ）、卡拉OK（日語羅馬字：karaoke ）等等，有些已經在社會廣泛使用了。
台湾有很多人以“哈日族”形容喜爱日本流行文化的人，这个名词近年亦在香港被广泛使用。

##### 台灣
在台灣，由於先前曾經受到日本的殖民統治，台日兩方距離又很近，而且相對於國民黨早期統治台灣，日本的殖民政策與皇民化教育反而是比較成功的，因此日本文化透過皇民化教育的影響強迫性的輸入台灣，在早期台灣具有相當大的影響力。戰後，雖然台灣曾經管制過日本電視劇、電影播放，但日本的音樂、書籍、漫畫、動畫、電玩等，卻依舊源源不絕地影響台灣的青少年。棒球是台灣最受歡迎的運動項目之一，除美國的影響外，主要就是受日本的影響。

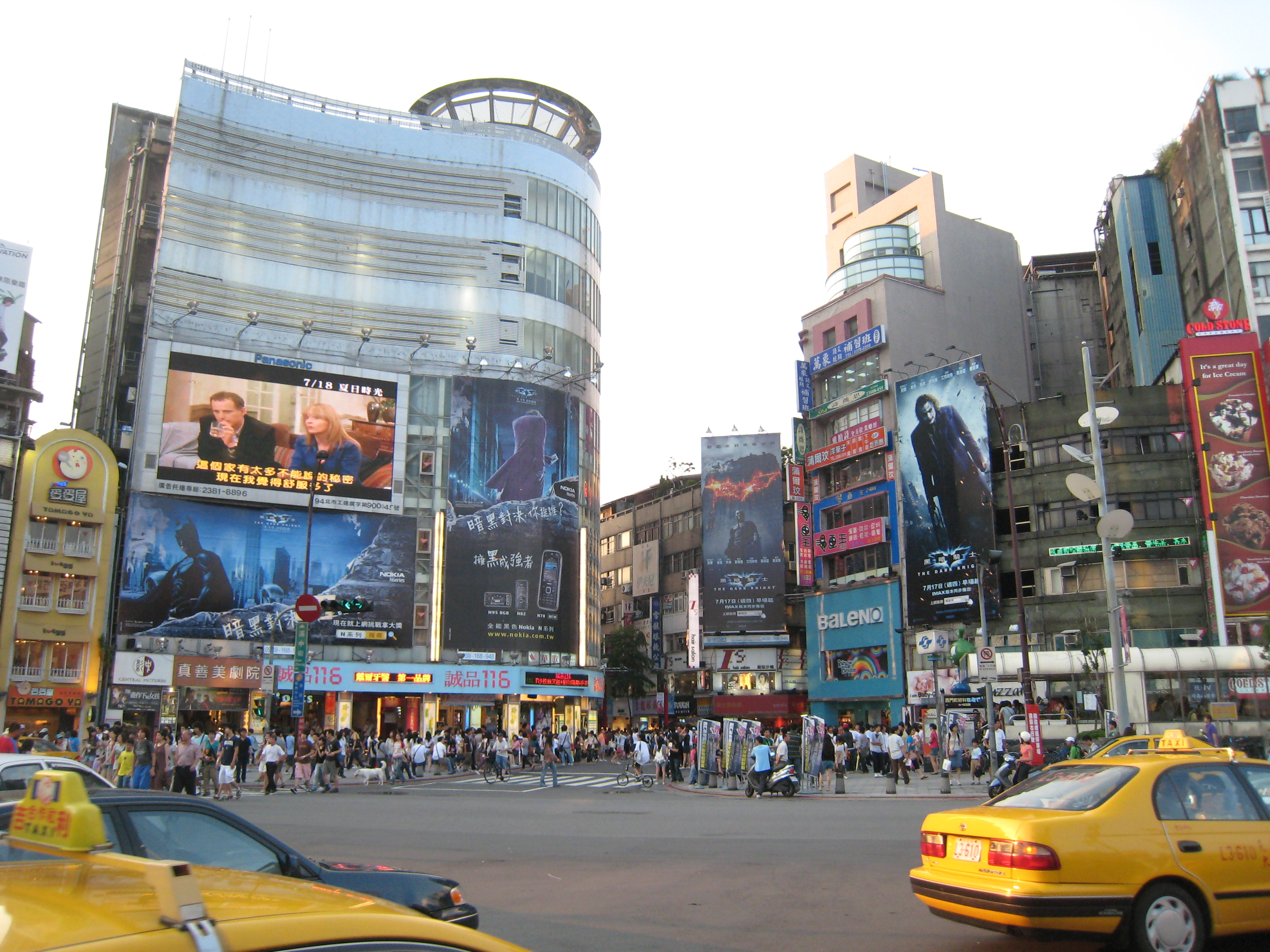
西門町，台灣的哈日大本營。

電視節目上，台灣不少綜藝節目的點子、橋段是模仿日本綜藝節目，像綜藝大哥胡瓜就曾表示很崇拜和會模仿日本藝人志村健，另一知名諧星許效舜表演風格也有明顯的參考志村健，另1990年代在綜藝節目鑽石舞台風行一時的陽婆婆（藝人陽帆扮演）是照抄志村健扮演的志村婆婆；不少戲劇也會有日本味道或模仿日劇，常見的例子就是不少台灣偶像劇是改編自日本漫畫，不少戲劇也會有日本味道或模仿日劇，不少的歌曲是翻唱日本的歌曲。
粗淺的哈日族是以外表來哈日，會在西門町這個哈日大本營中大量購買日本最流行的服飾、配件、手機吊飾等等，讓自己看起來更具和风，同時也參考日本的時尚雜誌，學日本人化妝。哈日族在口語上，也喜好複製日文常見語彙。日本品牌的商品，無論是否在日本製造，在台灣通常價格較高但被視為品質較佳，依然有不少人購買。由於有足夠的消費市場，台灣有些書店販售日文書籍、雜誌，淳久堂、紀伊國屋及安利美特等日本大型書店更直接在台灣開設分店。日本大型女子組合AKB48也在台北開設台灣官方商店。而老一輩曾受日文教育的臺灣人至今仍直接向日本訂購日文書籍、雜誌或報紙閱讀。
在台灣的職場上會日文通常競爭力會有優勢，日文是最多人學的第二外語。台語有許多外來語是來自日文。台灣的民法、刑法等重要法律受留日學者的影響，不少條文參考自日本法律。在製造業領域，也有不少用語直接承襲日文用法，例如螺絲起子lo-lai-ba即源自日文「ドライバー」；螺絲墊片則同日語被稱為「ワッシャー」。即便這些日文名詞最初都是來自於英文，但台灣人仍較習慣日文說法，可看出日本對於台灣工業現代化的影響。
台灣人習慣吃日本料理，並且對日本製品有強烈的偏好，許多商品包裝（尤其是食品）即使主要在台灣市場販售，也會印上日文文案，營造一種日本製品的意象。許多日文的廣告詞也逐漸轉化成通俗的台灣用語，例如「產地直送」、「嚴選」、「達人」等。商品電視廣告也時常以日語發音。這都意味著日本文化深入台灣社會各個領域，哈日族有著各式各樣的社會與文化資源來支持他們的行動。

##### 香港
在香港，日本流行文化對年輕一輩的香港人有重要的影響。日劇、特攝劇集、動漫、J-Pop和电子游戏，源源不絕地影響香港的青少年，只是香港青少年的哈日現象不如台灣普及，加上香港作為英國殖民地期間在二戰時受到日本的侵略佔領，在香港展開3年零8個月的高壓統治，以及香港人在遇上一些中日之間的爭議時一般傾向站在中方立場（如釣魚台列嶼主權問題、南京大屠殺）造成反日情緒揮之不去。儘管如此，現今的新一代香港人反日情緒不高漲，而且一些政治上反日的香港人並不抗拒日本文化。總的來說，日本文化在香港仍然具有一定的吸引力。
至1970年代起，香港各大電視台不定期播放日本電視劇。1990至2000年代乃日本流行音樂在香港的繁盛時期，音樂唱片店不論大型還是小型都有為數不少的日本音樂產品發售，當中也有由日本唱片公司在香港分公司發行的港版日本音樂產品。
在旺角的信和中心，有許多專門售賣日本的音樂唱片、明星相片、影視光碟、玩具、輕小說和時尚雜誌的店鋪，吸引不少年輕人前往，堪稱香港的「哈日大本營」。另外，在深水埗的西九龍中心，日本著名女子組合AKB48的香港官方商店即設立於此，但目前已結業。而日語書籍、雜誌在香港也頗為流行，甚至在香港中學文憑試中，日語是考生能應考的外語科目之一，因此，日語是香港其中一個較多人學習的外語。

##### 澳門
澳門受香港文化影響極深，基本上澳門的哈日現象跟香港的差不多。日本流行文化對年輕一輩的澳門人同樣有重要的影響。而且澳門也有人學日文。

##### 中國大陸
中國大陆人民因歷史因素十分反日，加上已经形成属于自己的独特流行文化体系。不過自從改革開放使到日本漫畫进入中國市場後，有部分中國大陆的年轻人成為了「哈日族」。有些日本藝人於中國大受歡迎，支持者眾多，例如山口百惠、酒井法子、蒼井空、中孝介等。另外，日本女子組合AKB48的製作人秋元康也在上海成立姊妹團體AKB48 TeamSH，並派原AKB48成員到中國內地指導當地的成員，吸引更多中國年轻人成為了哈日族。而自《Love Live!》在2014年在中國大陸走紅後，不少中國粉絲紛紛對作品角色作出“土下座”等奇異舉動的新聞屢見不鮮，亦證明中國人越來越接受甚至喜愛日本流行文化。與此同時中國亦有不少網民設立字幕組把日本的戲劇、音樂影像、特攝片、綜藝節目和動畫翻譯成簡體中文以促進日本影視，乃至整個日本流行文化的傳播。
雖然中日關係有幾次陷入低潮，特別是2012年中日關係全面降溫後，中國大陸民眾反日甚至仇日的情緒日增，不過日本流行文化不但沒有受影響，反而比十多年前更加滲入中國大陸人的社會，近年仍然有日本藝人於中國大陸辦活動。

##### 馬來西亞
基本上马来西亚的哈日現象跟香港、台灣的差不多。日本流行文化對年輕一輩的马来西亚人同樣有重要的影響。马来西亚人也熱衷於日劇、特攝劇集、動漫、J-Pop、Cosplay和电子游戏。马来西亚也有人學日文。

##### 印尼
印尼人十分哈日。根據2013年英国广播公司各國民眾對日態度調查，82%印尼人對日本的態度為正面，數字冠絕全球。另外，日本女子組合AKB48的製作人秋元康也在雅加達成立姊妹團體JKT48，並派原AKB48成員前往當地指導印尼籍成員，可見日本人對印尼市場的重視。

##### 韓國
韓國人跟中國人一樣因歷史因素十分反日。在過往甚至有限制日本流行文化輸入的禁令，加上韓國已經形成屬於自己的獨特流行文化——韓流，日本流行文化在韓國不太流行。但近年來隨著禁令的解除，復加上地理位置的接近，日本流行文化近年來亦開始進入韓國並逐漸為大眾所接受。目前韓國也引進許多日本動漫與電子遊戲。哈日族主要是漫畫迷，也有少量日本偶像迷。

#### 歐美
由於日本的漫畫和电子游戏相比其他國家在世界的地位舉足輕重，歐美的哈日族主要是漫畫迷或遊戲迷，較少日本偶像迷和特攝迷。歐美也有一定數量的Cosplay迷。